# Canthocamptus baikalensis
Canthocamptus baikalensis är en kräftdjursart som beskrevs av Evgenii Vladimirovich Borutzky 1930. Canthocamptus baikalensis ingår i släktet Canthocamptus och familjen Canthocamptidae. Inga underarter finns listade i Catalogue of Life.